# Dominik Jakub Potocki
Dominik Jakub Potocki herbu Pilawa (ur. 1608 w Kamieńcu Podolskim, zm. 5 listopada 1639) – dominikanin, prowincjał dominikanów od 1636, biskup nominat chełmiński.
Syn Jakuba, wojewody bracławskiego, brat: Mikołaja, hetmana wielkiego koronnego i Stanisława, pułkownika wojsk koronnych.
Chorowity przez całe swe życie. Zmarł 5 listopada 1639.